# Shuanggang (köpinghuvudort i Kina, Jiangsu Sheng, lat 34,27, long 119,67)
Shuanggang är en köpinghuvudort i Kina. Den ligger i provinsen Jiangsu, i den östra delen av landet, omkring 260 kilometer norr om provinshuvudstaden Nanjing. Antalet invånare är 24 311. Befolkningen består av 11 832 kvinnor och 12 479 män. Barn under 15 år utgör 22,0 %, vuxna 15-64 år 66 %, och äldre över 65 år 10,0 %.
Runt Shuanggang är det tätbefolkat, med 493 invånare per kvadratkilometer. Närmaste större samhälle är Chenjiagang, 17,6 km nordost om Shuanggang. Trakten runt Shuanggang består till största delen av jordbruksmark.
Genomsnittlig årsnederbörd är 1 055 millimeter. Den regnigaste månaden är juli, med i genomsnitt 294 mm nederbörd, och den torraste är januari, med 14 mm nederbörd.